# 辛基夫 (拉傑霍夫區)
50°18′28″N 24°46′31″E / 50.30778°N 24.77528°E
辛基夫（烏克蘭語：Синьків），是烏克蘭西部的村莊，隸屬利維夫州的舍普季茨基區。該村始建於1472年，面積1.61平方公里，海拔高度226米，人口490，人口密度每平方公里362.11人。